# آنتونیو ویدال گونزالس
آنتونیو ویدال گونزالس (انگلیسی: Antonio Vidal González؛ زادهٔ ۲۲ آوریل ۱۹۶۴) بازیکن فوتبال اهل آرژانتین است.
از باشگاه‌هایی که در آن بازی کرده‌است می‌توان به باشگاه فوتبال ناسیونال اروگوئه، باشگاه فوتبال استودیانتس، باشگاه ورزشی دفنسور، و باشگاه فوتبال آرژانتینوس جونیورز اشاره کرد.